# Razej
Razej (perski: رضي)  – miasto w Iranie, w ostanie Ardabil. W 2016 roku liczyło 1581 mieszkańców.